# Sydney Challenger 1982
Il Sydney Challenger 1982 è stato un torneo di tennis facente parte della categoria ATP Challenger Series nell'ambito dell'ATP Challenger Series 1982. Il torneo si è giocato a Sydney in Australia dal 25 ottobre al 31 ottobre 1982 su campi in cemento.

## Vincitori

### Singolare
Pat Cash ha battuto in finale  Craig A. Miller con il punteggio di 7–5, 6–7, 6–2

### Doppio
Peter Johnston /  John McCurdy hanno battuto in finale  John Benson /  Chris Johnstone con il punteggio di 6–7, 7–6, 7–6